# آليا (مصارعة محترفة)
آليا وإسمها الحقيقي نهوف العريبي هي مصارع محترفة كندية من أصل سوري عراقي عربي، ولدت في 23 نوفمبر 1994 في تورونتو في كندا. دخلت عالم المصارعة في سنة 2015، وفي سنة 2016 بدأت بالمنافسة في إن إكس تي، وفي يناير 2017 ظهرت لأول مرة في عرض سماك داون حيث هزمت أنذاك أمام المصارعة كارميلا. بعد ذلك غابت بسبب الإصابة وعادت لتنضم إلى فريق تاغ تيم مع ديونا بورازو وداكوتا كاي.

## وصلات خارجية
- آليا على موقع دبليو دبليو إي (الإنجليزية)
- آليا على موقع WrestlingData.com (الإنجليزية)
- آليا على موقع CageMatch worker (الإنجليزية)
- آليا على موقع قاعدة بيانات المصارعة على الإنترنت (الإنجليزية)
- آليا على موقع عالم المصارعة على الإنترنت (الإنجليزية)
- آليا على موقع IMDb (الإنجليزية)